# Барабаш-Левада
Барабаш-Левада — село в Пограничном районе Приморского края России.
До 2015 года входило в состав муниципального образования Барабаш-Левадинское сельское поселение и было его административным центром. Законом Приморского края от 27 апреля 2015 года № 593-КЗ Жариковское и Барабаш-Левадинское сельские поселения преобразованы путём их объединения в Жариковское сельское поселение с административным центром в селе Жариково.

## История
Село Барабашева-Левада Жариковской волости Никольск-Уссурийского уезда основано в 1884 году выходцами из Черниговской губернии. Село расположилось на холмах при реке Синтухэ. В селе имелась школа-часовня. Ближайший врачебный пункт был расположен в селе Камень-Рыболов.
Советская власть в селе была установлена в 1922 году, в этом же году был организован Барабашево-Левадский сельский Совет рабочих. С июня 1938 года по 1977 год сельский Совет рабочих стал называться Барабаш-Левадским сельским Советом депутатов трудящихся. С 1977 года по 1992 год сельским советом народных депутатов. С 1992 года администрацией сельского совета села Барабаш-Левада. С 2006 года село является администрацией Барабаш-Левадинского сельского поселения.

## Население
| 1891 | 1900 | 1912 | 1915 | 1926 | 2002 | 2010 |
| ---- | ---- | ---- | ---- | ---- | ---- | ---- |
| 227  | ↘78  | ↗84  | ↗123 | ↗345 | ↘310 | ↗338 |
| 2011 | 2012 | 2013 | 2014 | 2015 |      |      |
| ↘337 | ↘319 | ↘313 | ↘289 | ↘271 |      |      |

## Инфраструктура
На территории села расположены: средняя школа, детский сад, центр досуга(не активен, в данный момент заброшенное здание, лестница на второй этаж отсутствует, часть окон выбито либо снято), библиотека, баня(не активна, окон и дверей нет все поломано, место для мусорки), два магазина( один магазин в котором продают продукты и бытовую химию, магазин называется "София"), отделение почты России, фельдшерско-акушерский пункт, лесхоз, три охотхозяйства. Асфальт отсутствует, из операторов сотовой связи работает только Билайн, интернет отсутствует ( есть только в школе и на сельсовете самая низкая скорость в роуминге)
В селе расположен памятник павшим односельчанам в годы Великой Отечественной войны.